# ۱۷۰ (قمری)
۱۷۰ (قمری)، صد و هفتادمین سال در گاهشماری هجری قمری است. اول محرم این سال برابر با هفتم ژوئیه سال ۷۸۶ میلادی است.

## زادگان
- امین عباسی : ششمین خلیفه عباسی.
- مأمون عباسی : هفتمین خلیفه عباسی.